# Nationale Universiteit Kiev-Mohyla Academie
De Nationale Universiteit Kiev-Mohyla Academie (NaUKMA) (Oekraïens: Національний університет «Києво-Могилянська академія» (НаУКМА), Natsional'nyj universytet "Kyjevo-Mohyljans'ka akademija") is een van de leidende universiteiten van Oekraïne gelegen in de hoofdstad Kiev. De voorloper is in 1632 opgericht als de Kiev-Mohyla-academie.
Als je deze voorloper meerekent, is de Nationale Universiteit Kiev-Mohyla Academie de oudste universiteit van Oost-Europa. De universiteit bevindt zich in het historische centrum van Kiev, aan het Kontraktova-plein in de wijk Podil. In haar huidige vorm is NaUKMA geopend in 1991. In 1992 zijn na een lange pauze de eerste 200 studenten opgenomen. De gebruikte talen aan de universiteit zijn Oekraïens en Engels. Met 6 faculteiten en 2500 studenten is deze universiteit nu een van de grootste universiteiten in Oekraïne. NaUKMA neemt deel aan internationale samenwerking en is lid van European University Association.

## Geschiedenis

### Kiev-Mohyla academie in 1632-1817

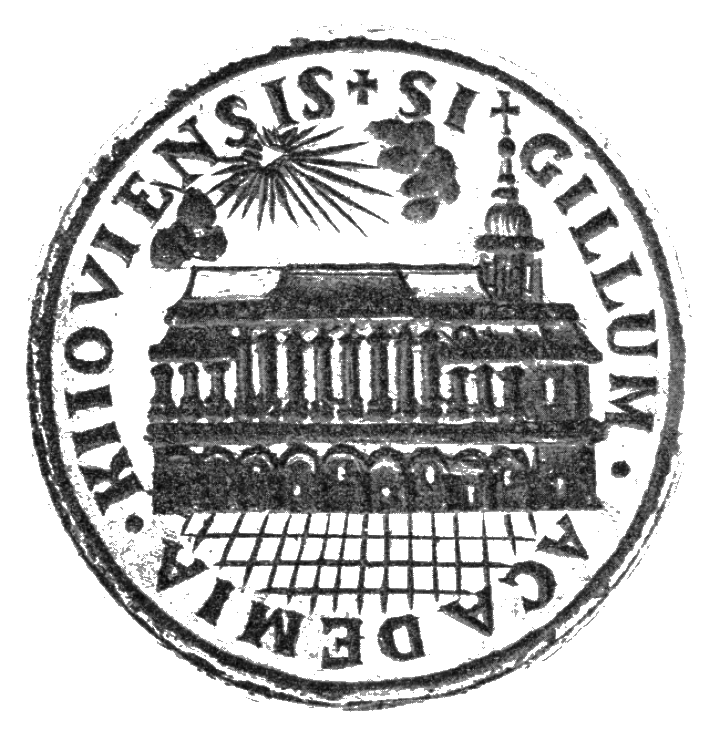
Het zegel van de oude Kiev-Mohyla Academy

De historische voorloper van NaUKMA, Kiev-Mohyla Academy, was een van de oudste en meest voorname academische en theologische scholen in Orthodox Christelijk Oost-Europa. De Kiev Broederschap School (in 1615 gegrondvest) ontwikkelde zich mettertijd tot academie. In 1632 verenigden zich de Kiev Broederschap en Lawra School en Kiev-Mohyla Collegium (in het Latijn: Collegium Kijovense Mohileanum) werd gevormd. De naam is ter ere van Peter Mohyla, een sleutelfiguur in de stichting en voorstander van de Westerse standaard in het onderwijs. De Academie was gebaseerd op een Latijns-Pools en jezuïtisch scholastisch model. Mohyla was de auteur van Project van een Poolse edelman van de Griekse religie (1645), pas gedrukt in 1928, waarin hij zijn Project van Unie presenteerde, dat bestond uit zijn eigen aanvaarding van het goddelijke primaatschap van de roomse paus, terwijl de wettelijke rechten van de oosterse patriarchaten dienden te worden gerespecteerd door het Westen.
Volgens het Gadiatsch verdrag was aan het collegium de status van een academie verleend. Later, in 1701, had de Russische tsaar aan deze status zijn goedkeuring gegeven. De academie heeft een grote rol gespeeld in de voortplanting van de renaissance tradities van West-Europa door Polen, Oekraïne en Rusland. Aan de Kiev-Mohyla academie studeerde de intellectuele elite in de 17e en 18e eeuw. De hetmans lieten hun kinderen op deze universiteit studeren. Kiev was het culturele en intellectuele centrum van Oekraïne. De opleiding, die de studenten genoten hadden, was van uitstekende kwaliteit en de universiteit ontving studenten uit veel landen: Rusland, Wit-Rusland, Griekenland, Moldavië, Servië en Bulgarije. Omdat de studenten een heel goede voorbereiding hadden (kennis van Europese vreemde talen), konden ze hun studie aan Europese hogescholen voortzetten. Het ging de universiteit voor de wind in de tijd van de hetman Iwan Mazepa, die haar oud-leerling was. Een van de universiteitsgebouwen draagt nu zijn naam. In 1817 werd Kiev-Mohyla academie op bevel van tsaar Alexander I gesloten. De oud-studenten verzochten de tsaar bij petitie de activiteiten van de universiteit te mogen continueren, maar alles was vergeefs. In plaats daarvan werd een theologische academie geopend, die alleen als een theologieschool functioneerde. In de tijd van de Sovjet-Unie werd deze school gesloten en haar bibliotheek geplunderd. Later dienden de gebouwen van de academie als de plaats voor een militaire academie. Een van de gebouwen van de tegenwoordige universiteit draagt een mozaïekwerk met het militaire schip en het inschrift van Lenins woorden “Studeren, studeren en studeren” als een herinnering aan het totalitaire verleden.

### Herstel als moderne universiteit
In 1991 werd Kiev-Mohyla Academie opnieuw gevestigd na het uitroepen van de onafhankelijkheid. De initiatiefnemer van het herstel was Vjatsjelav Brjuchovetsky, de eerste rector magnificus van de universiteit. In 2007 werd de nieuwe president gekozen – Serhiy Kvit. De universiteit heeft de hoogste accreditatie in het onderwijssysteem.

## De reputatie
Volgens de laatste schatting van de krant “Dzerkalo tyzjnja” (Weekspiegel) van de beste 200 Oekraïense universiteiten bezette Kiev-Mohyla Academie de 3e plaats.

## De universiteittradities
Ieder jaar, op 15 oktober, wordt de Academie Dag gevierd, wanneer de studenten het gedenkteken van een beroemde oud-student, filosoof Hryhorij Skovoroda, wassen. Deze handeling heet “Schone Skovoroda”. Het is een traditie geworden dat ieder jaar een vermaard wetenschapper het eerste college op de universiteit houdt. In 2004 werd voor dat college Wim Groot, een wetenschapper van de Universiteit Maastricht, uitgenodigd.